# Old School Songs
Old School Songs is het tweede solo muziekalbum van Dave Cousins. Het bevat een aantal liedjes die eerder verschenen op albums van zijn band Strawbs, maar ook nieuwe liedjes. De opnamen vonden plaats tijdens een rustpauze van Strawbs, in de studio van John Lennon (Tittenhurst Park), toen trouwens in eigendom van Ringo Starr. Hij wordt begeleid door vriend/gitarist Brian Willoughby. Een aantal composities is opgenomen tijdens een concert in Exmouth; het Exmouth Summer Festival op 25 mei 1978. De elpee kwam uit op het label Old School Songs, een label speciaal opgezet om deze release mogelijk te maken; er is geen andere opname op dat label verschenen. De foto’s werden genomen door Chas Cronk, mede Strawbs-lid.

## Composities
Allen door Cousins
1. Grace Darling (van Ghosts
2. I’ve been my own worst friend
3. Ways and means (Two Weeks Last Summer)
4. You keep going your way
5. The battle (Strawbs)
6. The hangman and the papist (From the Witchwood)(live)
7. Hanging in the gallery (Nomadness)(live)
8. Beside the Rio Grande (Deep Cuts)(live)
9. Josephine, for better or for worse (Dragonfly)(live)
10. Lay down (Bursting at the Seams)(live)
11. A song for me
12. You never needed water (bonus op Japanse versie)
13. Song for Alex (Cousins/Tony Hooper)(bonus op Japanse versie)

## Bron
- CD-versie
- (en) Strawbs